# Растрова графіка

Смайлик у верхньому лівому куті є растровим зображенням. При збільшенні зображення, пікселі виглядають як квадратики. Ще декілька збільшених пікселів описані як композиція кольорів: червоного, зеленого та синього кольорів використаних у відповідних значеннях.

Малюнок демонструє відмінність між растровою та векторною графіками. Растрове зображення утворене з окремих крапок-пікселів, в той час як векторне зображення утворене з комбінації форм. При збільшенні або деформації пікселі растрового зображення стають помітні, тоді як векторний малюнок зберігає форму

Ра́строва гра́фіка (англ. raster graphics) є частиною комп'ютерної графіки, яка має справу зі створенням, обробкою та зберіганням растрових зображень. Растрове зображення є масивом кольорових точок (пікселів). Обробка растрової графіки здійснюється растровими графічними редакторами. Растрові зображення зберігаються у різних графічних форматах
Інколи говорять про растрову графіку, маючи на увазі зображення представлене у растровому форматі зберігання інформації.

## Походження слова
Слово «растр» походить від латинського rastrum (граблі), яке, в свою чергу, походить від слова radere (згрібати).

## Растрове зображення
Растрове зображення — зображення, яке являє собою сітку (растр), зазвичай прямокутну, пікселів відображених на моніторі, папері та інших відображальних пристроях і матеріалах.
Характеристиками растрового зображення є:
- Кількість пікселів — зазвичай вказують кількість пікселів по ширині і висоті (наприклад, 1024 × 768, 1920 × 1080)
- Кількість використовуваних кольорів або глибина кольору (обсяг пам'яті в бітах, що використовуються для одного пікселя);
- Колірний простір — RGB, CMYK, XYZ, YCbCr та ін;
- Роздільна здатність — довідкова величина, яка вказує на рекомендований розмір зображення.

Растрові зображення редагують за допомогою растрових графічних редакторів. Створюються растрові зображення фотоапаратами, сканерами, безпосередньо в растровому редакторі, також шляхом експорту (растеризацією) з векторного редактора або у вигляді знімків екрану.

## Графічні формати
Растрові зображення зазвичай зберігаються в стислому вигляді. Залежно від типу стиснення може бути можливо або неможливо відновити зображення в точності таким, яким воно було до стиснення (стиснення без втрат або стиснення з втратами відповідно). Так само в графічному файлі може зберігатися додаткова інформація: про автора файлу, фотокамері і її налаштуваннях, кількості точок на дюйм при друку та ін.

### Стиснення без втрат
Використовує алгоритми стиснення, засновані на зменшенні надмірності інформації.
- BMP або Windows Bitmap — зазвичай використовується без стиснення, хоча можливо використання алгоритму RLE.

- GIF (Graphics Interchange Format) — формат, який витісняється PNG та підтримує не більше 256 кольорів одночасно. Усе ще популярний через підтримку анімації, яка відсутня в чистому PNG, хоча програмне забезпечення дедалі більше підтримує формат APNG.

- PCX — застарілий формат, що дозволяв добре стискати прості зображення.

- PNG (Portable Network Graphics).
- TIFF підтримує великий діапазон зміни глибини кольору, різні колірні простору, різні настройки стиснення (як з втратами, так і без) і ін.
- RAW зберігає інформацію, безпосередньо одержувану з матриці цифрового фотоапарата або аналогічного пристрою без застосування до неї будь-яких перетворень, а також зберігає інформацію про налаштування фотокамери. Дозволяє уникнути втрати інформації при застосуванні до зображення різних перетворень (втрата інформації відбувається в результаті округлення і виходу кольору пікселя за межі допустимих значень). Використовується при зйомці в складних умовах (недостатня освітленість, неможливість виставити баланс білого і т. ін.) Для подальшої обробки на комп'ютері (зазвичай в ручному режимі). Практично всі напівпрофесійні і професійні цифрові фотоапарати дозволяють зберігати зображення у форматі RAW. Формат файлу залежить від моделі фотоапарата, єдиного стандарту не існує.

### Стиснення з втратами
Засноване на відкиданні частини інформації, яка найменш сприймається оком.
- JPEG дуже широко використовуваний формат зображень. Стиснення засноване на усередненні кольору сусідніх пікселів (інформація про яскравість при цьому не усереднюється) і відкиданні високочастотних складових в просторовому спектрі фрагмента зображення. При детальному розгляді сильно стисненого зображення помітно розмиття меж і характерний муар поблизу них.

## Переваги
- Растрова графіка дозволяє створити практично будь-яке зображення, незалежно від складності, на відміну від векторної, де неможливо точно передати ефект переходу від одного кольору до іншого без втрат у розмірі файлу.

- Поширеність — растрова графіка використовується зараз практично скрізь: від маленьких значків до плакатів.

- Висока швидкість обробки складних зображень, якщо не потрібно масштабування.

- Растрове представлення зображення природне для більшості пристроїв введення-виведення графічної інформації (за винятком векторних пристроїв виводу), таких як монітори, матричні та струменеві принтери, цифрові фотоапарати, сканери, а також стільникові телефони.

- Простота автоматизованого вводу (оцифрування) зображень, фотографій, слайдів, малюнків за допомогою сканерів, відеокамер, цифрових фотоапаратів;

- Фотореалістичність. Можна отримувати різні ефекти, такі як туман, розмитість, тонко регулювати кольори, створювати глибину предметів.

## Недоліки
- Великий розмір файлів у простих зображень. Тому, що розмір файлу є пропорційним до площі зображення, роздільності і типу зображення, і, переважно, при хорошій якості є великим.
- Неможливість ідеального масштабування. Растрове зображення має визначену роздільність і глибину представлення кольорів. Ці параметри можна змінювати лише у визначених межах і, як правило, із втратою якості.
- Неможливість виведення на друк на векторний графічний пристрій.
- Складність управління окремими фрагментами зображення.

Через ці недоліки для зберігання простих малюнків рекомендують замість, навіть стиснутої, растрової графіки використовувати векторну графіку. 